# Дембица (станция)
Дембица  (пол. Dębica) — узловая железнодорожная станция в городе Дембица, в Подкарпатском воеводстве Польши. Имеет 3 платформы и 5 путей.
Станция Дембица (Dembica) была построена на линии Галицкой железной дороги имени Карла Людвига в 1856 году, когда эта территория была в составе Королевства Галиции и Лодомерии.